# Лушан, Феликс фон
Феликс фон Лушан (11 августа 1854, Холлабрунн — 7 февраля 1924, Берлин) — австрийский и германский антрополог, этнограф, археолог, медик.

## Биография
Родился в семье судьи Максимилиана Риттера Лушана (1821—1883) и его супруги из Тироля Кристины Лушан, урождённой Хохэдер (1833—1879), дочери геолога Йохана Карла Хохэдера. Фамилия семьи происходит из местечка Лушан в Боснии, откуда род после Битвы на Косовом поле в 1389 году переехал в Любляну.
В 1858 году Феликс с родителями переехал в Вену. В 1871 году окончил Венскую академическую гимназию и в том же году поступил в Венский университет изучать медицину. В 1873 году занял должность бухгалтера Венского антропологического общества, в 1874 году был назначен хранителем коллекций этой организации. В 1876 году был делегатом на VIII Международном конгрессе по антропологии и древней истории в Будапеште. В 1878 году получил степень доктора медицины, летом того же года провёл один семестр на стажировке в Париже по антропологии.
В 1879 году, во время занятия австро-венгерскими войсками территории Боснии и Герцеговины, был призван в армию в качестве полевого хирурга; во время службы занимался археологическими и этнографическими исследованиями. В 1880—1882 годах работал заместителем главного врача в венской больнице общего профиля, специализируясь сначала на хирургии, а затем на психиатрии; параллельно регулярно выезжал в археологические экспедиции на Балканы и одновременно занимался научной работой в области этнографии и антропологии в Венском университете.
В 1885 году принял приглашение стать помощником директора Королевского этнологического музея в Берлине; в том же году женился и с 1 января 1886 года поступил на прусскую государственную службу. В 1888 году получил в Мюнхене степень доктора философии и в том же году габилитировался в области антропологии на философском факультете Берлинского университета имени Фридриха Вильгельма, при этом продолжая ездить в археологические экспедиции, в частности, руководил в Турции раскопками города Сам’аль (развалины у деревни Зенджирли).
В 1900 году стал экстраординарным, в 1909 году — ординарным профессором физической антропологии в Берлинском университете имени Фридриха Вильгельма. В 1904 году оставил должность заместителя директора Королевского этнологического музея, но до 1911 года возглавлял в нём отдел Африки и Океании. В 1909 году стал членом правления Берлинского общества антропологии, этнологии и древней истории, в 1917 году был избран членом академии Леопольдина, в 1920 году стал редактором журнала «Zeitschrift fur Ethnologie».
В 1922 году оставил преподавание и в связи с ухудшением здоровья вышел на пенсию. Скончался 7 февраля 1924 года в Берлине вскоре после поездки на встречу антропологов в Египте зимой 1923 года. Похоронен в семейном склепе.
Разработал шкалу цвета кожи человека, которая использовалась в первой половине XX века в расовых исследованиях и антропометрии. 
Некоторые научные взгляды фон Лушана рядом современных учёных определяются как антисемитские и расистские.

## Труды
Наиболее известные труды:
- «Reisen in Lycien, Milyas und Kibyratis» (Вена, 1888, в соавторстве с Петерсеном);
- «Beiträge zur Völkerkunde der deutschen Schutzgebiete» (Берлин, 1897);
- «Alterthümer von Benin» (1904);
- «Ausgrabungen zu Sendschirli» (1893).

## На русском языке
- Ф. Лушан. Народы, расы и языки. Перевод с немецкого Б. Д. Левина под редакцией Д. А. Левина. Ленинград: Книгоиздательство «Сеятель» Е. В. Высоцкого, 1925. — 179 с.